# Cup of China 2011
Cup of China 2011 – trzecie w kolejności zawody łyżwiarstwa figurowego w cyklu Grand Prix 2011/2012. Zawody odbywały się od 3 do 6 listopada 2011 roku w hali Shanghai Oriental Sports Centre w Szanghaju.
Jeremy Abbott zarówno za program krótki jak i dowolny sklasyfikowany został na 3. miejscu, jednak dało mu to zwycięstwo. Różnica punktowa między pierwszym a piątym zawodnikiem wynosiła niecałe 5 punktów. Wśród solistek najlepsza okazała się Włoszka Carolina Kostner. Rosjanie Yūko Kawaguchi i Aleksandr Smirnow zwyciężyli rywalizację par sportowych. Podobnie jak na Skate America na drugim miejscu znaleźli się Zhang Dan i Zhang Hao, a na trzecim Kirsten Moore-Towers i Dylan Moscovitch. Nieudany występ zaliczyli srebrni medaliści Skate Canada Sui Wenjing i Han Cong, którzy otrzymali łącznie ponad 11 punktów mniej niż podczas występu w Kanadzie i zajęli 5. miejsce. Pierwsze miejsce w konkurencji par tanecznych zajęli Jekatierina Bobrowa i Dmitrij Sołowjow. Za nimi uplasowali się brązowi medaliści mistrzostw świata Maia i Alex Shibutani, a na najniższym stopniu podium stanęli Francuzi Pernelle Carron i Lloyd Jones.

## Wyniki

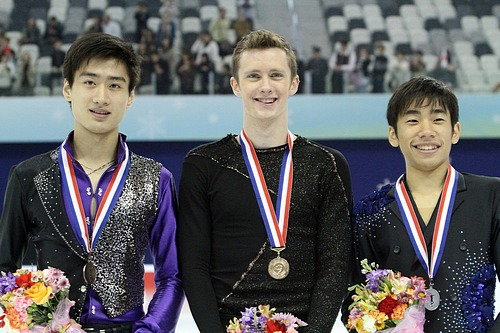
Medaliści w konkurencji solistów, od lewej Song (CHN), Abbott (USA), Oda (JPN)

### Soliści
| Poz. | Zawodnik         | Nota łączna | SP | SP    | FS | FS     |
| ---- | ---------------- | ----------- | -- | ----- | -- | ------ |
| 1    | Jeremy Abbott    | 228,49      | 3  | 79,32 | 3  | 149,17 |
| 2    | Nobunari Oda     | 227,11      | 4  | 77,65 | 2  | 149,46 |
| 3    | Song Nan         | 226,75      | 5  | 72,72 | 1  | 154,03 |
| 4    | Yuzuru Hanyū     | 226,53      | 2  | 81,37 | 4  | 145,16 |
| 5    | Artur Gaczinski  | 222,54      | 1  | 81,64 | 6  | 140,90 |
| 6    | Richard Dornbush | 205,27      | 8  | 62,93 | 5  | 142,34 |
| 7    | Kevin Reynolds   | 204,41      | 7  | 64,31 | 7  | 140,10 |
| 8    | Wu Jialiang      | 182,49      | 6  | 65,06 | 8  | 117,43 |

### Solistki

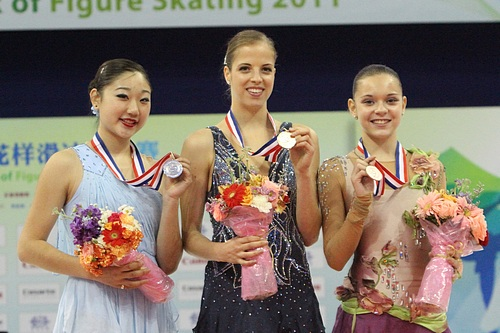
Medalistki w konkurencji solistek, od lewej Nagasu (USA), Kostner (ITA), Sotnikowa (RUS)

| Poz. | Zawodniczka       | Nota łączna | SP | SP    | FS | FS     |
| ---- | ----------------- | ----------- | -- | ----- | -- | ------ |
| 1    | Carolina Kostner  | 182,14      | 1  | 61,88 | 1  | 120,26 |
| 2    | Mirai Nagasu      | 173,22      | 2  | 60,96 | 2  | 112,26 |
| 3    | Adelina Sotnikowa | 159,95      | 3  | 53,74 | 3  | 106,21 |
| 4    | Zhang Kexin       | 153,32      | 5  | 52,85 | 5  | 100,47 |
| 5    | Christina Gao     | 152,48      | 8  | 51,99 | 4  | 100,49 |
| 6    | Kanako Murakami   | 150,20      | 4  | 53,09 | 7  | 97,11  |
| 7    | Ksienija Makarowa | 143,47      | 9  | 45,90 | 6  | 97,57  |
| 8    | Geng Bingwa       | 142,09      | 6  | 52,61 | 8  | 89,48  |
| 9    | Valentina Marchei | 133,86      | 7  | 45,90 | 9  | 81,44  |
| 10   | Zhu Qiuying       | 108,57      | 10 | 35,28 | 10 | 73,29  |

### Pary sportowe

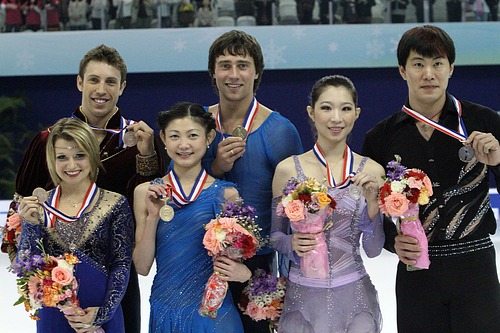
Medaliści w parach sportowych, od lewej Moore-Towers / Moscovitch (CAN), Kawaguchi / Smirnow (RUS), Zhang / Zhang (CHN)

| Poz. | Zawodnicy                               | Nota łączna | SP | SP    | FS | FS     |
| ---- | --------------------------------------- | ----------- | -- | ----- | -- | ------ |
| 1    | Yūko Kawaguchi / Aleksandr Smirnow      | 186,74      | 1  | 64,45 | 1  | 122,29 |
| 2    | Zhang Dan / Zhang Hao                   | 177,67      | 3  | 60,57 | 2  | 117,10 |
| 3    | Kirsten Moore-Towers / Dylan Moscovitch | 172,04      | 2  | 60,78 | 4  | 111,26 |
| 4    | Amanda Evora / Mark Ladwig              | 170,63      | 5  | 57,88 | 3  | 112,75 |
| 5    | Sui Wenjing / Han Cong                  | 169,47      | 4  | 60,00 | 5  | 109,47 |
| 6    | Yu Xiaoyu / Jin Yang                    | 162,96      | 6  | 54,42 | 6  | 108,54 |
| 7    | Taylor Steele / Robert Schultz          | 141,84      | 7  | 48,25 | 7  | 93,59  |
| 8    | Klára Kadlecová / Petr Bidař            | 120,95      | 8  | 38,34 | 8  | 82,61  |

### Pary taneczne

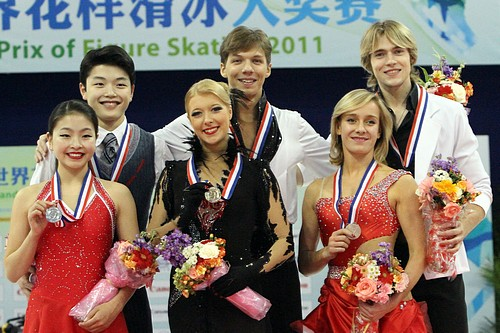
Medaliści w parach tanecznych, od lewej Shibutani / Shibutani (USA), Bobrowa / Sołowjow (RUS), Carron / Jones (FRA)

| Poz. | Zawodnicy                              | Nota łączna | SD | SD    | FD | FD    |
| ---- | -------------------------------------- | ----------- | -- | ----- | -- | ----- |
| 1    | Jekatierina Bobrowa / Dmitrij Sołowjow | 163,52      | 1  | 65,73 | 1  | 97,79 |
| 2    | Maia Shibutani / Alex Shibutani        | 148,40      | 2  | 57,79 | 2  | 90,61 |
| 3    | Pernelle Carron / Lloyd Jones          | 130,97      | 4  | 52,41 | 3  | 78,56 |
| 4    | Penny Coomes / Nicholas Buckland       | 130,39      | 3  | 53,89 | 4  | 76,50 |
| 5    | Huang Xintong / Zheng Xun              | 120,11      | 6  | 45,07 | 5  | 75,04 |
| 6    | Yu Xiaoyang / Wang Chen                | 115,59      | 5  | 48,36 | 7  | 67,23 |
| 7    | Charlotte Lichtman / Dean Copely       | 109,61      | 8  | 40,26 | 6  | 69,35 |
| 8    | Emily Samuelson / Todd Gilles          | 106,74      | 7  | 43,64 | 8  | 63,10 |